# Orthochiroides
Genre
Orthochiroides est un genre de scorpions de la famille des Buthidae.

## Distribution
Les espèces de ce genre se rencontrent au Yémen à Socotra et en Somalie,.

## Liste des espèces
Selon The Scorpion Files (17/05/2022) :
- Orthochiroides insularis (Pocock, 1899)
- Orthochiroides socotrensis Kovařík, 2004
- Orthochiroides somalilandus Kovařík & Lowe, 2022
- Orthochiroides vachoni Kovařík, 1998

## Systématique et taxinomie
Ce genre a été décrit par Kovařík en 1998 dans les Buthidae. Il est placé en synonymie avec Orthochirus par Lourenço et Ythier en 2021. Il est relevé de synonymie par Kovařík et Lowe en 2022

## Publication originale
- Kovařík, 1998 : « Three new genera and species of Scorpiones (Buthidae) from Somalia. » Acta Societatis Zoologicae Bohemicae, vol. 62, no 2, p. 115-124 (texte intégral).